# Pięć Dwa
Pięć Dwa est un groupe polonais de hip-hop, originaire de Poznań. Formé en 1999, il se compose des rappeurs-producteurs Przemysław « Hans » Frencel et Paweł « Deep » Paczkowski. Le groupe sert également de base au projet solo irrégulier de Hans, 52 Dębiec, créé au moment du départ temporaire de Deep.

## Histoire
Le groupe se forme en 1999 à Poznań à l'initiative de Przemysław « Hans » Frencel, en collaboration avec Paweł « Deep » Paczkowski.
Au printemps 2004, Deep sort l'album illégal We mnie, enregistré en trois mois chez lui. En 2005, Pięć Dwa Dębiec participe à l'enregistrement de la compilation Jest nas wielu aux côtés d'artistes tels que Greenjolly, Ascetoholix, Duże Pe, Mezo et Owal/Emcedwa. Ce projet voit le jour à la suite de la révolution orange en Ukraine. Outre le titre éponyme, l'album comprend notamment l'hymne de cet événement, Razom nas bahato, nas ne podołaty. Le titre éponyme issu de la compilation connait un certain succès en Pologne. La composition, également promue par un clip, atteint la 16e et la 4e place respectivement du hit-parade de Szczecin et du hit-parade de la radio polonaise Pomorze i Kujawy. Le 1er janvier 2006, Hans devient le nouveau directeur artistique d'UMC Records, mais il démissionne de son poste un an plus tard.
En juin 2007, le groupe, composé de ses membres fondateurs, annonce la fin prochaine du travail sur leur album commun. L'album intitulé Deep Hans sort finalement en téléchargement le 6 février 2008. Il était disponible gratuitement ou pour un montant librement déterminé par l'acheteur. L'album est promu par les clips des morceaux Gniew et Matnia. Le 2 juin, 520 exemplaires spéciaux et numérotés à la main de cet album sont mis en vente (les recettes sont remises à une vente aux enchères caritative).
Le quatrième album du groupe, intitulé T.R.I.P., devait initialement sortir en mai 2009, mais le 20 avril, le studio Myself, où les morceaux sont été enregistrés, est cambriolé. Outre les morceaux, la « bande mère » est également volée.

## Discographie

### Albums studio
- 2000 : Najwyższa instancja
- 2003 : P-ń VI
- 2008 : Deep Hans
- 2009 : T.R.I.P.
- 2014 : N.E.O.
- 2018 : Czyste szumienie
- 2020 : Tölgy Föld
- 2023 : 0323
- 2023 : XX Lecie – Live in Poznań 06.10.23 (album live)
- 2024 : Wilki z Rapstreet
- 2025 : ADHF

### Singles
| Konfrontacje                                        | 2003 | 16 | –  | – | P-ń VI         |
| To My!                                              | 2004 | 10 | 28 | – | P-ń VI         |
| Powiem                                              | 2004 | 30 | –  | – | Jest nas wielu |
| Greenjolly, Pięć Dwa Dębiec i inni – Jest nas wielu | 2005 | 16 | 4  | 7 | Jest nas wielu |
| Doniu – Uciekaj                                     | 2005 | 26 | 21 | – | Monologimuzyka |
| « - » montre qu'aucun classement n'est atteint.     |      |    |    |   |                |